# 運動障害
運動障害（うんどうしょうがい、英: Movement disorder）とは、人体の運動機能において何らかの永続的な障害が存じており、それが日常生活に不自由をもたらすほどの状態。治療法はその疾患によりけりである。

## 概要
身体障害者福祉法、障害者総合支援法、学校教育法等の法律では、肢体不自由と称する（ただし、肢体不自由者に対する教育を、運動障害教育とする専門家もいる）。病弱に伴う運動障害も肢体不自由の領域で行うことが多い。
先天性の場合と後天性の場合がある。運動障害とされている人の状況や重度は様々であり、自分自身で大抵のことができる者から他人の介護なしでは生活することが不可能な者まで存在する。

## 分類
25の障害と、18の下位分類を挙げることができる。
- アカシジア
- 運動機能低下症（Hypokinesia）
- アテトーゼ
- 失調
- Bradykinesia
- 脳性麻痺
- 舞踏運動 (chorea)
- ジスキネジア
- ジストニア
- 本態性振戦
- Geniospasm
- ミオクローヌス
- Metabolic General Unwellness Movement Syndrome (MGUMS)
- Mirror movement disorder
- むずむず脚症候群
- パーキンソン病
- Paroxysmal kinesigenic choreoathetosis
- むずむず脚症候群
- 痙攣
- Stereotypic movement disorder
- 常同症 (Stereotypy)
- チック症
- 振戦
- ウィルソン病
- 発達性協調運動障害